# Enrique Broglia

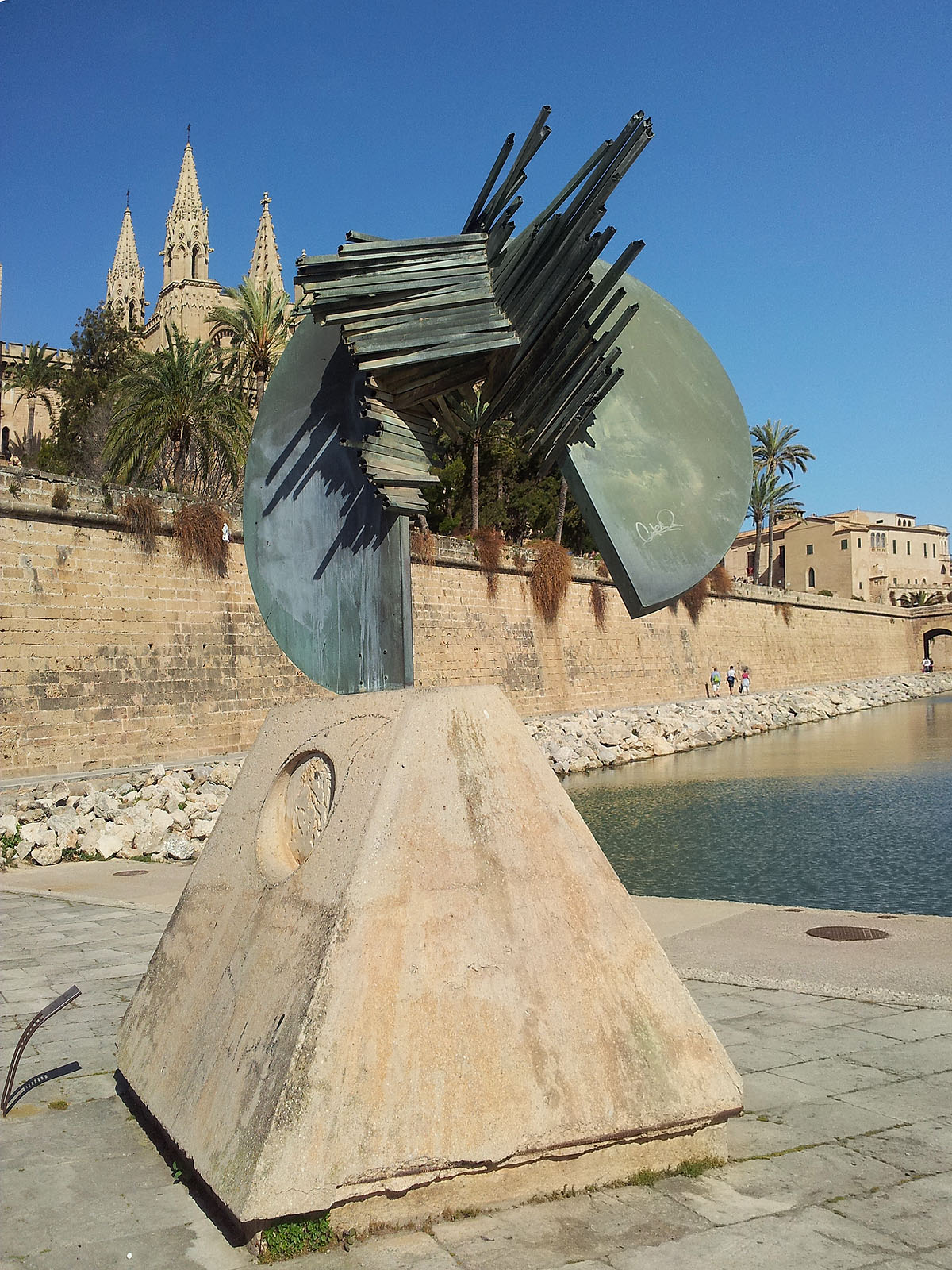
Enrique Broglia, Hacia el Sur, 1984, Palma de Mallorca, Parc de la Mar

Enrique Fernández Broglia, más conocido por Enrique Broglia (Montevideo, 1942 - ibíd., 18 de septiembre de 2013) fue un artista plástico y escultor uruguayo.

## Biografía
Antes de cumplir los 20 años, Broglia destacaba como dibujante y obtuvo algunos premios importantes —el primero más significativo, en el Salón Nacional de Bellas Artes de Uruguay en 1961—, que le ayudaron a confiar su pasión por el arte como su profesión. El año 1965 fue crucial en su futuro. Es entonces cuando Broglia desplegó su actividad más allá de Uruguay y apareció con fuerza en la escena internacional con una exposición en Nueva York (Estados Unidos) y otra en Porto Alegre (Brasil), además de recorrer Europa. Tres años después obtuvo una beca del gobierno francés que le permitió instalarse en París mientras seguía realizando exposiciones individuales por todo el mundo: escultura, pintura, dibujo, grabados, litografías.
En París residió varios años, tiempo durante el cual dominaron las grandes esculturas que ocupan diversos espacios públicos en Francia. A finales de la década de 1970 los encargos de obras de Broglia alcanzaron desde la Universidad de Osaka (Japón) a Europa (Bélgica, España, Italia, Suiza) y Estados Unidos. En la década de 1980 se estableció en Alaró, (isla de Mallorca, España), donde residió y trabajó hasta 1996 con una producción de obra escultórica que quedaría en la isla, buena parte de ella bajo la protección del Fondo de la Col·lecció d'Art Serra, pero también con encargos para grandes eventos que se repartirán por todo el mundo, como las esculturas realizadas para los Juegos Olímpicos de Seúl de 1988. También en esa época colaboró en la publicación de El Baquiano y los suyos (con Mario Benedetti) y Vins i déus (obra de Pere Antoni Serra Bauzà para el que realiza las litografías).
Aunque ocasionalmente y por breves periodos visitó Uruguay en los años de residencia en España y Francia, no fue hasta 1996 que regresó definitivamente a su país. Su obra, fundamentalmente escultórica y con importantes trabajos en metal, se caracteriza por formas donde el artista opone los contrarios en una tensión que genera en quien contempla la obra sensaciones complejas. Pero esa tensión termina por resolverse en un equilibrio y «toda su fuerza reside en la justeza» que logra el artista. Antonio Urrutia ha señalado que «toda la obra de Broglia está penetrada por la angustiosa voluntad de manifestar el contrapunto conjugado de las fuerzas del bien y del mal».